# Тринидад (остров)
Вижте пояснителната страница за други значения на Тринидад.
Тринидад е най-големият остров на Тринидад и Тобаго.

## География
Тринидад се намира в Карибско море, в непосредствена близост до Венецуела.

## История
Открит е на 31 юли 1498 г. по време на третата експедиция на Христофор Колумб към Америка. Името му Тринидад или (Светата) Троица е резултат на често срещаната практика от този период на новооткритите земи да се дават имена свързани с религията.

## Административно деление
Тринидад се дели на 9 региона и 5 общини, а Тобаго се дели на 7 енории.
Регионите са:
- Кува-Табакюит-Талпаро
- Диего Мартин
- Пенал-Дебе
- Принцестаун
- Рио Кларо-Маяро
- Сан Жуан-Лавентил
- Сангре Гранде
- Сипария
- Тунапуна-Пиарко

Общините са:
- Арима
- Чагуанас
- Порт ъф Спейн
- Пойнт Фортин
- Сан Фернандо

## Население
Най-населените градове в Тринидад са Порт ъф Спейн, Сан Фернандо и Чагуанас. Уникалното етническо разнообразие с африканско, индийско, китайско, южноамериканско и европейско влияние дарява на Тринидад (и Тобаго) богатство от традиции. Страната е една от най-гъсто населените държави.

## Религия
В Порт ъф Спейн има християнски църкви, индуистки храмове и джамии в непосредствена близост.